# Edmund Yong
Edmund J.H. Yong (ur. 3 lipca 1936) – malezyjski strzelec, olimpijczyk. 
Startował na igrzyskach olimpijskich w 1976 roku (Montreal). Zajął 64. miejsce w skeecie.
Zajął 13. miejsce w skeecie na Igrzyskach Wspólnoty Narodów 1978 (zdobył 167 punktów)

## Wyniki olimpijskie
| Igrzyska | Konkurencja | Wynik       | Miejsce | Źródło |
| -------- | ----------- | ----------- | ------- | ------ |
| IO 1976  | Skeet       | 169 punktów | 64      | [ 2 ]  |